# طريقة ستار في مقابلة العمل
طريقة ستار (STAR) المختصرة من لغة إنجليزية هي طريقة رسمية لكيفية التعامل عند التقديم لوظيفة ما. تتبع الشركة هذه الطريقة حتى تُنتج فكرة ناجزة عن المتقدمين (المرشحين) لوظيفة ولاختبار قدراتهم في بعض الأحيان. ويعني كل حرف منها:
- S: Situation تصف الوضع العام والمعطيات التي يُنطَلق منها
- T: Task تصف الوظيقة التي ينبغي عملها من أجل معالجة المسألة
- A: Action تصف الخطوات والوسائل المتبعة لتحقييق الهدف
- R: Results تعطي النتائج النهائية

يترجم هذا المختصر الموضوع (الحالة) والوظيفة أو المسألة الواجب معالجتها والطريقة التي سيتم بها معالجة مشكلة ما حتى نصل أخيراً إلى النتائج.

يسأل مستشار الشركة أحيانا المتقدمين لوظيقة ما عن مسألة عملية قد تواجههم خلال عملهم أو عن منتوج يُرغب تصنيعه، وعليهم أن يتخيلو الوضع وأن يقدمو خطوات متسلسة في إجاباتهم ولهذا فإن طريقة ستار تمثل أيضا أداة مساعدة للمرشحين في حالة استخدامها دون تحديدها بالإسم من قبل مستشار الشركة أو أحد موظفي دائرة الموارد البشرية (HR).
من الممكن أيضا أن يتم السؤال عن مشكلة واجهت المتقدم وعن كيفية حله لها.